# 後藤鍬五郎
後藤 鍬五郎（ごとう くわごろう、1892年12月19日 - 1976年2月27日）は、愛知県海東郡七宝村（現在のあま市）出身のコンクリート造形師。
最初に鉄筋で骨組みを製作し、隙間にコンクリートを流し込んだ後、表面に漆喰などを塗って仕上げる手法を取った。約40体のコンクリート像の製作に携わっており、聚楽園大仏などが代表作とされる。

## 経歴

### 幼少期
1892年（明治25年）、愛知県海東郡七宝村（現在のあま市）に生まれた。両親はろうそくや線香などを製作しており、別院の御用商人だった。1900年（明治33年）に三蔵尋常小学校（名古屋市立栄小学校の前身のひとつ）に入学し、1904年（明治37年）に第六高等小学校（名古屋市立栄小学校の前身のひとつ）に入学し、1906年（明治39年）に第六高等小学校を卒業した。

### 職人として
13歳だった1906年（明治39年）、名古屋市矢場町（現・名古屋市中区）の山田工芸所に入社した。1910年（明治43年）には実業家の山田才吉によって名古屋港に名古屋教育水族館が開館し、後藤は水族館の龍宮門を製作したが、1912年（大正元年）には台風による高潮で龍宮門が倒壊した。竜宮町という町名は龍宮門に由来している。1914年（大正3年）に年季満了によって山田工芸所を退社した。
名古屋市東区、幡豆郡西尾町（現在の西尾市）と転居し、西尾町では自転車店を営んでいたこともあった。名古屋市東築地（現・名古屋市港区）にて看板屋を営んだ。1920年（大正9年）には港本町（現・名古屋市港区）に後藤工業所を設立して独立し、山田工芸所の親方である山田光吉などとともに複数のコンクリート作品を手掛けた。1920年（大正9年）1月1日には長男が生まれている。
大正末期、山田才吉は昭和天皇御成婚記念事業として知多郡上野村（現在の東海市）に大仏の建設を計画した。後藤は山田光吉と共に建設工事を担当し、1924年（大正13年）から鎌倉の大仏を現地調査するなどしている。製作途中では頭部を作り直すこともあったが、1927年（昭和2年）5月21日に聚楽園大仏の開眼供養が行われた。大仏の高さは18.79メートルであり、当時は日本最大の大仏だった。1929年（昭和4年）には聚楽園大仏の前方に阿形・吽形の仁王像を製作した。
名古屋鉄道は新舞子海水浴場に次いで長浦海水浴場の開発を進めていたが、1927年（昭和2年）には後藤が製作したタコのターちゃんが設置された。「長浦小唄」にはタコのターちゃんが「誰を招くかあの蛸入道、沈む夕日にほおそめて」と歌われている。
聚楽園大仏やタコのターちゃんと同年の1927年（昭和2年）には、東海映画撮影所（マキノ名古屋撮影所）内にくじら像を建造した。この映画撮影所は短期間で閉鎖され、1931年（昭和6年）には跡地に道徳公園が開園している。1929年（昭和4年）には後藤工業所を道徳に移転させており、道徳観音山や観音山のプールの建造などにも関与した。同年には観音山に初代観音像を製作した。
幡豆郡寺津村（現在の西尾市）では昭和天皇即位の礼を記念して三河地方最大の大仏を建設する計画が起こり、1928年（昭和3年）4月6日には寺津村の常福寺に刈宿の大仏が完成した。高さは約14メートルであり、早い時期に建造されたコンクリート製大仏である。また、同年には刈宿の閻魔像も制作している。
1936年（昭和11年）5月18日には道徳観音の開眼式が行われた。1937年（昭和12年）、不二工業株式会社に入社して工場長となった。1948年（昭和23年）の『中部日本会社要覧』では不二工業の社長は榊原辰雄であり、5人いる取締役のひとりとして後藤鍬五郎の名がある。
戦後の1945年（昭和20年）には興和工業に入社し、1958年（昭和33年）に退職した。後藤鍬五郎は1976年（昭和51年）2月27日に死去した。

### 作品の動向
1959年（昭和34年）9月の伊勢湾台風では長浦海水浴場の建物などが壊滅的な被害を受け、また伊勢湾台風後には海水浴場周辺の埋め立て計画が進行したことから、1963年（昭和38年）12月にはタコのターちゃんが取り壊された。1964年（昭和39年）には道徳観音山が取り壊され、頂上に設置されていた道徳観音が東昌寺に移設された。1985年（昭和60年）には聚楽園大仏の修復落慶開眼式が行われた。
2004年（平成16年）には加納誠によって『近代史を飾るコンクリート製彫刻・建造物職人 後藤鍬五郎』が出版された。同年時点で現存する作品は、聚楽園大仏、聚楽園の仁王像（阿形・吽形）、刈宿の大仏、刈宿の閻魔、道徳公園クジラ像、道徳観音の6点だった。2011年（平成23年）10月17日、道徳公園クジラ像が名古屋市の認定地域建造物資産に認定された。2015年（平成27年）9月に名古屋市南土木事務所によって噴水機能の修理が行われると、2016年（平成28年）3月には塗装業者有志によって19年ぶりにクジラ像が塗りなおされ、河村たかし市長が目を描いて完成させた。2021年（令和3年）10月14日、クジラ像が「道徳公園クジラ池噴水」として登録有形文化財に登録された。
2021年（令和3年）2月18日、聚楽園大仏や聚楽園の仁王像（阿形・吽形）が「聚楽園大仏及び仁王像」として東海市有形文化財に指定された。2023年（令和5年）4月12日、刈宿の大仏が西尾市有形文化財に指定された。

## 作品
| 画像 | 作品                        | 所在地                              | 完成年        | 状態                              |
| ---- | --------------------------- | ----------------------------------- | ------------- | --------------------------------- |
|      | 名古屋教育水族館 龍宮門     | 愛知県名古屋市港区竜宮町            | 1910年        | 現存せず                          |
|      | 聚楽園大仏                  | 聚楽園 愛知県東海市荒尾町           | 1927年5月21日 | 東海市有形文化財                  |
|      | タコのターちゃん            | 長浦海水浴場 愛知県知多市長浦       | 1927年        | 現存せず                          |
|      | 道徳公園クジラ像            | 道徳公園 愛知県名古屋市南区道徳新町 | 1927年        | 認定地域建造物資産 登録有形文化財 |
|      | 刈宿の大仏                  | 常福寺 愛知県西尾市刈宿町           | 1928年4月6日  | 西尾市有形文化財                  |
|      | 刈宿の閻魔                  | 閻魔堂 愛知県西尾市刈宿町           | 1928年        | 現存                              |
|      | 聚楽園仁王像 （阿形・吽形） | 聚楽園 愛知県東海市荒尾町           | 1929年        | 東海市有形文化財                  |
|      | 道徳観音                    | 東昌寺 愛知県名古屋市南区観音町     | 1929年        | 現存                              |